# Jhony Douglas Santiago
Jhony Douglas Santiago (Arapongas, 19 febbraio 1997) è un calciatore brasiliano, centrocampista del Figueirense.

## Caratteristiche tecniche
È un mediano.

## Carriera
Cresciuto nel settore giovanile del Paraná, ha esordito in prima squadra il 9 novembre 2016 in occasione del match di Série B pareggiato 1-1 contro il Paysandu.